# Li Jing
Li Jing, em chinês simplificado: 李敬, (23 de fevereiro de 1970) foi um ginasta que competiu em provas de ginástica artística pela China.
Li iniciou sua carreira competitiva em 1988, aos dezoito anos de idade, no Campeonato Nacional Chinês, no qual fora o quinto colocado. No mesmo evento do Pacific Championships, saiu-se campeão. No ano seguinte, participou de sua estreia mundial, no Campeonato de Stuttgart, na Alemanha. Nele, conquistou quatro medalhas: por equipes foi o terceiro colocado, no concurso geral, superado pelos soviéticos Igor Korobchinsky e Valentin Mogilny, foi o medalhista de bronze. Nos aparelhos, saiu-se vitorioso das barras paralelas e como o medalhista de bronze do cavalo com alças.
Em 1990, conquistou seis medalhas em uma etapa da Copa do Mundo de sete disputáveis. Nesse mesmo ano, estreou nos Jogos Asiáticos, na edição de Pequim. Na ocasião, foi o primeiro colocado do individual geral, ao superar o compatriota Li Xiaoshuang, e por equipes.
Entre 1991 e 1993, o ginasta somou mais seis medalhas as suas conquistas em edições do Campeonato Mundial e estreou em Olimpíadas, na edição espanhola de Barcelona, da qual saiu com duas medalhas de prata - equipe e argolas. Em 1994, participou de sua última competição antes da aposentadoria - Os Jogos Asiáticos de Hiroshima, no Japão, nos quais conquistou o ouro na disputa por equipes e o ouro da barra fixa, ao superar o companheiro de equipe Huang Liping.